# Анатолийска овчарка
Анатолийската овчарка (на турски: Çoban Köpeği) е порода кучета, произхождаща от Анадола, Турция. Съществува от древни времена и се използва като пазач на оборите. Друго нейно име е анатолийски карабаш. Яна е най-красивата овчарка с Теодор

## История
Анатолийската овчарка се използва от номадското анадолско население хиляди години, за да пази стадата от вълци, мечки, чакали и дори гепарди. За първи път е описана преди около 6000 години в древна Месопотамия. Става известна на запад през 1970-те. Археологът Чермиън Хъси за първи път доказва, че това куче произхожда от Централна Турция. Смята се, че то е кръстоска между породите кангал и акбаш. AKC признава породата през 1997.

## Външен вид
Анатолийската овчарка достига 71 – 82 см и тежи 41 – 66 кг. Това я прави едно от най-големите съществуващи кучета. Козината ѝ е твърда и гъста, като подкосъмът също е гъст и мек. Анатолийската овчарка има силно телосложение и будно изражение. Козината може да бъде в много цветове, но най-срещани са светлобежов, червен, бял и още няколко. Понякога лицето и ушите са черни на цвят.

### Поддръжка на външния вид
Сравнително малко изисква анатолийската овчарка по отношение на поддръжка на външния вид. Достатъчно е веднъж седмично козината да се сресва, а когато линеенето е по-обилно, сресваното трябва да е по-често.

## Темперамент
Анатолийската овчарка е храбро, силно и упорито куче, държащо се много достойно и отговарящо на предизвикателства. Много е независима и не много покорна. Трудно се поддава на дресировка и това я прави по-подходяща за хора с опит в отглеждането на кучета. Обича да прави всичко на свой риск и е най-подходяща за ролите на главноомандващ и защитник. Ако не се направи правилно дресировката, анатолийската овчарка може да се превърне в недисциплиниран домашен любимец, вживян в ролята на господар, силно доминиращ и своенравен.
Типичният екземпляр от породата се разбира добре с по-големи и внимателни деца и с такива от стопанското семейство, но е по-трудно да свикне с други. Обикновено се разбира добре и с други домашни любимци, стига те да не бъдат предизвикателни или агресивни. Много са покровителствени и могат да бъдат агресивни към непознати, освен ако не се социализират по подходящ начин. Също така би могла да се вживее и в ролята на водач.

## Здраве
Анатолийската овчарка живее 12 – 15 години, нормално за повечето породи, но сравнително много за куче от този размер, което живее средно 6 – 8 години. Редица болести засягат тази порода и част от тях са ентропиум, проблеми с щитовидната жлеза, дисплазия на тазобредрената става, чувствителност към химикали и др. Възрастните екземпляри задължително трябва да имат OFA сертификат за здравословно състояние.